# Il garofano rosso
Il garofano rosso és una pel·lícula d'Itàlia del 1976 dirigida per Luigi Faccini i basada en la novel·la homònima d'Elio Vittorini. Fou exhibida a la secció Nous Directors del Festival Internacional de Cinema de Sant Sebastià 1976.

## Trama
Alessio i Tarquinio són dos joves estudiants de Siracusa que comparteixen les seves aventures amoroses i els seus pensaments sobre la règim feixista. Un dia Alessio s'enamora de la madura Zobeide.

## Repartiment
- Giuseppe Atanasio
- Isa Barzizza
- Marina Berti
- Lucia Bosè
- Miguel Bosé: Alessio Mainardi
- Giovanna Di Bernardo
- Selvaggia Di Vasco
- Mauro Gravina
- Denis Karvil
- Marisa Mantovani
- Elsa Martinelli: Zobeide
- Maria Monti
- Marco Palazzi
- Gianni Rizzo